# Kaplica św. Anny w Radzyniu Podlaskim
Kaplica św. Anny w Radzyniu Podlaskim – zabytkowa kaplica rzymskokatolicka znajdująca się w Radzyniu Podlaskim, na cmentarzu św. Anny przy ul. Błogosławionych Męczenników Podlaskich.